# Fort Myers Beach
Fort Myers Beach ist eine Stadt im Lee County im US-Bundesstaat Florida. Das U.S. Census Bureau hat bei der Volkszählung 2020 eine Einwohnerzahl von 5.582 ermittelt.

## Geographie
Das Stadtgebiet liegt auf der Insel Estero Island und grenzt direkt an Bonita Springs. Miami liegt 200 km und Tampa 230 km entfernt.

## Religionen
In Fort Myers Beach gibt es derzeit sieben verschiedene Kirchen aus fünf verschiedenen Konfessionen (Stand: 2004).

## Demographische Daten
Laut der Volkszählung 2010 verteilten sich die damaligen 6277 Einwohner auf 9420 Haushalte, davon sind die meisten als Zweitwohnsitz genutzte Ferienwohnungen. Die Bevölkerungsdichte lag bei 848,2 Einw./km². 97,7 % der Bevölkerung bezeichneten sich als Weiße, 0,3 % als Afroamerikaner, 0,2 % als Indianer und 0,6 % als Asian Americans. 0,5 % gaben die Angehörigkeit zu einer anderen Ethnie und 0,7 % zu mehreren Ethnien an. 2,8 % der Bevölkerung bestand aus Hispanics oder Latinos.
Im Jahr 2010 lebten in 6,4 % aller Haushalte Kinder unter 18 Jahren sowie 54,5 % aller Haushalte Personen mit mindestens 65 Jahren. 56,6 % der Haushalte waren Familienhaushalte (bestehend aus verheirateten Paaren mit oder ohne Nachkommen bzw. einem Elternteil mit Nachkomme). Die durchschnittliche Größe eines Haushalts lag bei 1,81 Personen und die durchschnittliche Familiengröße bei 2,23 Personen.
6,1 % der Bevölkerung waren jünger als 20 Jahre, 9,4 % waren 20 bis 39 Jahre alt, 27,0 % waren 40 bis 59 Jahre alt und 57,5 % waren mindestens 60 Jahre alt. Das mittlere Alter betrug 63 Jahre. 49,5 % der Bevölkerung waren männlich und 50,5 % weiblich.
Das durchschnittliche Jahreseinkommen lag bei 55.213 $, dabei lebten 9,2 % der Bevölkerung unter der Armutsgrenze.
Im Jahr 2000 war Englisch die Muttersprache von 94,33 % der Bevölkerung, spanisch sprachen 3,54 % und 2,13 % hatten eine andere Muttersprache.

## Sehenswürdigkeiten
Die Fort Myers Beach School und die Mound Key Site sind im National Register of Historic Places gelistet.

## Verkehr
Fort Myers Beach ist über die Florida State Road 865 mit dem Festland verbunden. Der nächste Flughafen ist der 30 km entfernte Southwest Florida International Airport.

## Hurrikan Ian
Am 28. September 2022 wurden etwa 90 % von Fort Myers Beach von Hurrikan Ian zerstört.

## Persönlichkeiten
- Tyra Turner (* 1976), Beachvolleyballspielerin